# Exército Paraguaio
O Exército Paraguaio é o força terrestre do Paraguai. A sua principal responsabilidade dessa força são as operações militares terrestres e está organizada em três corpos e nove divisões, bem como vários comandos e direções. O Exército Paraguaio participou de duas guerras internacionais, sendo a primeira a Guerra do Paraguai, de 1864 a 1870, e a segunda a  Guerra do Chaco, de 1932 a 1935.

## Missão
A missão do Exército Paraguaio está estipulada na Constituição do Paraguai, bem como em outras leis e documentos oficiais. De acordo com o artigo 238 da Constituição Paraguaia, a missão fundamental do Exército é "garantir a independência, a soberania e a integridade territorial da República".
Além da Constituição, existem outros documentos que estabelecem a missão e as funções do Exército Paraguaio. Uma delas é a Lei nº 503/95 “Orgânica do Exército Paraguaio”, que define as atribuições e responsabilidades do Exército no campo da defesa nacional.
- Manter a inviolabilidade das fronteiras terrestres da República do Paraguai.
- Fortalecer as relações civis-militares.
- Cooperar em caso de emergências, cobrir as necessidades da defesa civil.
- Organizar, enquadrar e gerir reservas.
- Organize, equipe e treine sua força para enfrentar qualquer ameaça.
- Cooperar em atividades de apoio ao desenvolvimento nacional do país;
- Cooperar com o desenvolvimento científico e tecnológico do país.

## Ver Também
- Forças Armadas do Paraguai